# 克里斯蒂安·迪-博耶
克里斯蒂安·迪-博耶（瑞典語：Christian Due-Boje，1966年10月12日—），瑞典男子冰球运动员，1983年开始职业生涯。他曾代表瑞典参加1994年冬季奥林匹克运动会冰球比赛，获得一枚金牌。